# Ichneumon maculatorius
Ichneumon maculatorius is een vliesvleugelig insect (orde Hymenoptera) uit de familie van de gewone sluipwespen (Ichneumonidae). De wetenschappelijke naam van de soort werd in 1768 gepubliceerd door Hans Strøm.

## Homoniemen
Voor Ichneumon maculatorius Muller, 1776 zie Ichneumon ormerodae Kittel, 2016